# Stanisław Trębicki

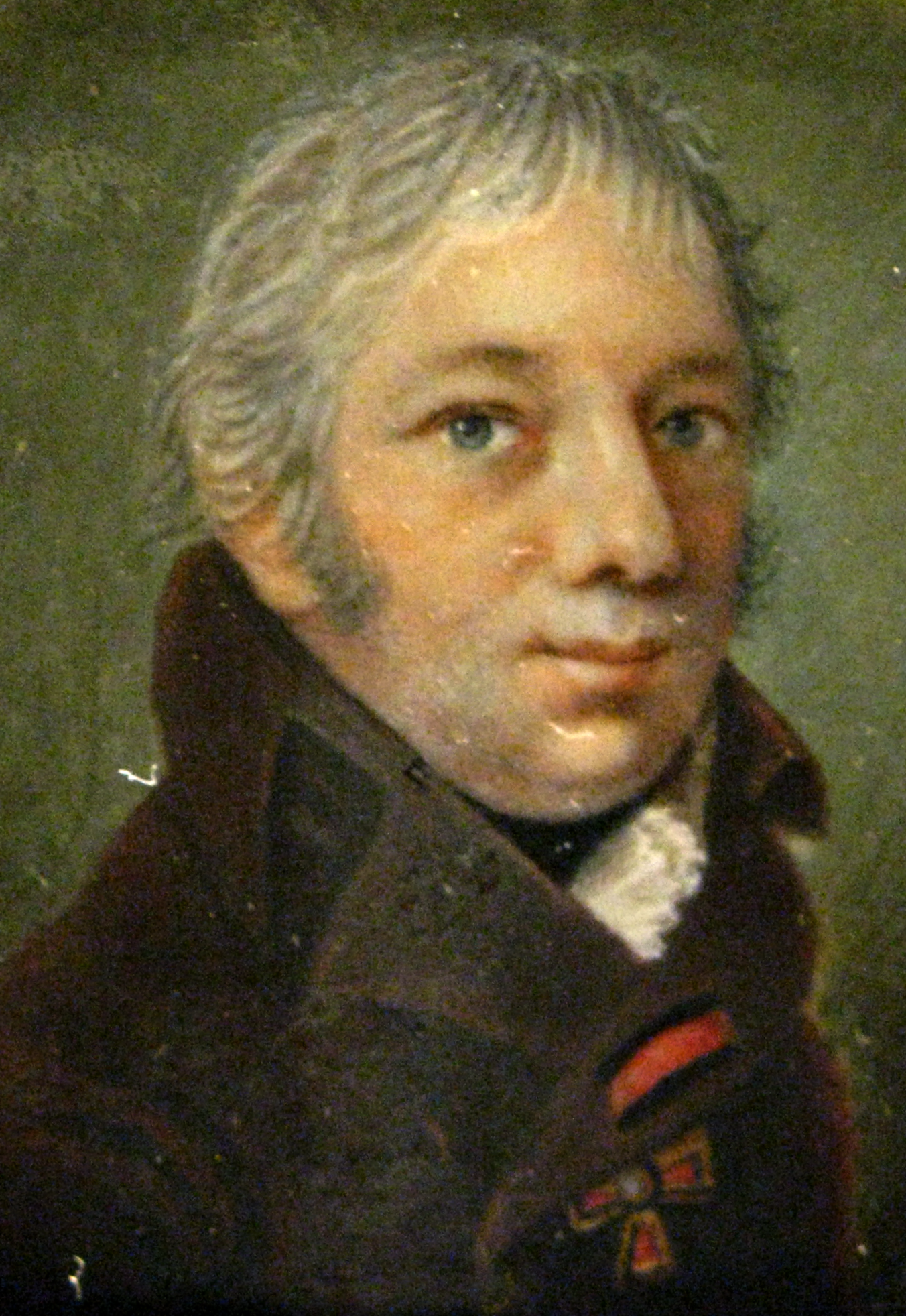
Portret Stanisława Trębickiego autorstwa Aleksandra Ludwika Molinariego

Stanisław Adam Trębicki herbu Ślepowron (Stanisław Trembicki; ur. 5 kwietnia 1792 w Warszawie, zm. 29 listopada 1830 tamże) – generał brygady Wojska Polskiego Królestwa Polskiego. 

## Życiorys
Syn Antoniego Trębickiego. Ojciec Marii Faleńskiej.
Trębicki zaczął karierę wojskową w 1806 r. jako kadet w 2.p.piechoty. Już w styczniu roku 1807 postąpił na podporucznika, pod koniec roku był już kapitanem. W roku 1810 otrzymał Order Virtuti Militari. Brał udział w kampanii rosyjskiej Napoleona i w wieku lat 20 uzyskał rangę majora. W czasie wojny roku 1813 Napoleon nadał mu Order Legii Honorowej.
Po upadku Napoleona Trębicki wstąpił w 1815 do wojska Królestwa Polskiego i służył jako major grenadierów. W tym samym roku awansował na podpułkownika i został adiutantem polowym w.ks. Konstantego, rok później postąpił na pełnego pułkownika. W ostatnich latach przed powstaniem listopadowym działał (od 1828 w stopniu generała brygady) w sztabie w. ks. Konstantego, który mu zlecił nadzór nad Szkołą Podchorążych.
W noc listopadową Trębicki napotkał koło kościoła św. Krzyża na Krakowskim Przedmieściu maszerujących w stronę Arsenału Królewskiego podchorążych, którzy zażądali od niego przejęcia dowództwa nad oddziałem. Trębicki odmówił i w czasie ostrej sprzeczki został zastrzelony na rogu ul. Długiej. Sprzeczka mogła być też następstwem zastrzelenia bezpośrednio wcześniej pomyłkowo gen. Józefa Nowickiego, Polaka pomylonego z Rosjaninem.
Należał do najmłodszych i najzdolniejszych polskich generałów działających w wojskach Królestwa Polskiego. Będąc opiekunem Szkoły Podchorążych starał się unowocześnić szkolenie, wprowadzając elementy sztuki operacyjnej i podstaw nauk ścisłych.
Pochowany został na cmentarzu Powązkowskim w Warszawie. Na nagrobku umieszczono napis: Stroskani rodzice, żona i dzieci najlepszemu synowi, mężowi i ojcu Stanisławowi Trembickiemu g.b. dnia 29 listopada 1830 roku.
Nazwisko Trębickiego wraz z nazwiskami sześciu innych oficerów umieszczono na wzniesionym w 1841 z rozkazu cara Mikołaja I obelisku przed Pałacem Saskim, upamiętniającym „Polaków wiernych swemu Monarsze”.
Był członkiem loży wolnomularskiej Bracia Zjednoczeni w II stopniu rytu („czeladnik”) w 1820 roku.
Odznaczony Orderem Świętego Stanisława I i II klasy w 1829 i 1825, otrzymał też rosyjskie Order Świętego Włodzimierza III klasy oraz Order Świętej Anny II klasy, a w 1830 został nagrodzony Znakiem Honorowym za 20 lat służby.
Jego córka, Maria Trębicka, została dwórką Maria Kalergis, z obydwoma romansował Cyprian Kamil Norwid.